# Akten und Schriften (Versandart)
Im deutschen Postwesen kam Anfang des 18. Jahrhunderts die besondere Sendungsart Akten und Schriften auf. Die Gebühren dafür waren wie für Briefe aufgebaut, hatten jedoch breitere Gewichtszonen. So kostete im Jahr 1717 in Preußen eine solche Sendung bis 4 Lot das doppelte Briefporto, von ½ bis 1 Pfund das neunfache, über 40 Pfund je Pfund ein Briefporto mehr. Diese Briefe gehörten zur Fahrpost.
Bei der Westphälischen Post waren 1808 Aktensendungen um ein Drittel billiger als Warensendungen. Ab 1810 konnten Aktensendungen nach einer Staffelung von 30 zu 30 g gegen die halbe Briefgebühr befördert werden.
Das preußische Post-Tax-Regulativ vom 18. Dezember 1824 verlangte für Aktensendungen bis 2 Lot die Briefgebühr und stieg je 4 Lot um eine weitere Briefgebühr. Von 24 Lot bis 1 Pfund das 6fache und bis 2 Lot das Siebenfache der Briefgebühr.
Ab 1827 wurde das Höchstgewicht auf 16 Lot (vierfache Briefgebühr) festgelegt, darüber kam die doppelte Paketgebühr zu Ansatz. Seit 1825 betrug die Paketgebühr je 1 Pfund und 5 Meilen 3 Pfennige, Mindestgebühr bis 4 Pfund doppelte Briefgebühr, über 4 Pfund dreifache Briefgebühr, mit der Schnellpost + 50 %, der einfache Begleitbrief (Paketkarte) war frei.
1848 wurde die Aktentaxe aufgehoben, sie konnten nach dem Pakettarif befördert werden. Die Paketgebühr je 1 Pfund und 5 Meilen 2, bei Eisenbahnbeförderung 1½ Pfennige, Mindestgebühr = doppelte Briefgebühr, der einfache Begleitbrief (Paketkarte) war weiterhin frei.
Erst 1920 befasst sich die Postordnung der Reichspost mit freigemachten, dienstlichen Aktenbriefe von Behörden über 250 bis 500 g die als Briefsendungen zugelassen wurden. Sie unterlagen dem Freimachungszwang, konnten mit gewöhnlichen Freimarken oder mit Dienstmarken oder (in Württemberg) mit Bezirkswertzeichen freigemacht sein. Nicht- oder unzureichend freigemachte Aktenbriefe waren zurückzugeben, andernfalls unterlagen sie der Paketgebühr. Briefgebühr über 250 bis 500 g zu 5 Reichsmark. Sie fallen zum 1. März 1923 als besonderer Versendegegenstand weg.